# Teatro Petrolini
Il Teatro Petrolini è un teatro di Roma fondato da Fiorenzo Fiorentini e Paolo Gatti nel gennaio del 1994.

## Storia
Il Teatro Petrolini nasce a Testaccio in via Romolo Gessi 8. Venne inaugurato il 18 gennaio 1994 da Paolo Gatti e Fiorenzo Fiorentini in occasione della prima di "Petrolini...Bravo...Grazie!" commedia di Fiorenzo Fiorentini e Ghigo De Chiara. Il teatro prese il nome di Sala Petrolini in onore del grande attore romano dei primi del '900 Ettore Petrolini. La sala venne ricavata dai locali del Centro Studi Petrolini di cui Fiorenzo Fiorentini era direttore artistico e Paolo Gatti direttore organizzativo.

### Cambio di sede
Dopo quattro anni di attività, la Sala Petrolini (che in seguito si chiamerà "Teatro Petrolini") cambia sede spostandosi a via Rubattino 5. 
In quest'anno, Fiorenzo Fiorentini festeggia il suo 50° di attività teatrale. Il primo spettacolo che si svolge in questo nuovo spazio, realizzato sotto la guida organizzativa di Paolo Gatti, è "Chicchignola" di Ettore Petrolini (testo del 1931). La prima dello spettacolo coincide con l'inaugurazione della nuova Sala Petrolini che avvenne il 15 gennaio 1998. Il cast di "Chicchignola" comprendeva nomi importanti come Orchidea De Santis, Erika Blanc, Sara Franchetti, Valerio Isidori e lo stesso Fiorentini.
La Sala Petrolini divenne un teatro "multisala" dopo l'inaugurazione (sempre nel 1998) della Sala Fabrizi, dedicata all'attore Aldo Fabrizi.
Nel 1999 al suo interno vennero girate alcune scene del film La bomba (film 1999) con Alessandro Gassmann, Rocco Papaleo, Enrico Brignano e Shelley Winters (ex moglie di Vittorio Gassman).

### Oggi

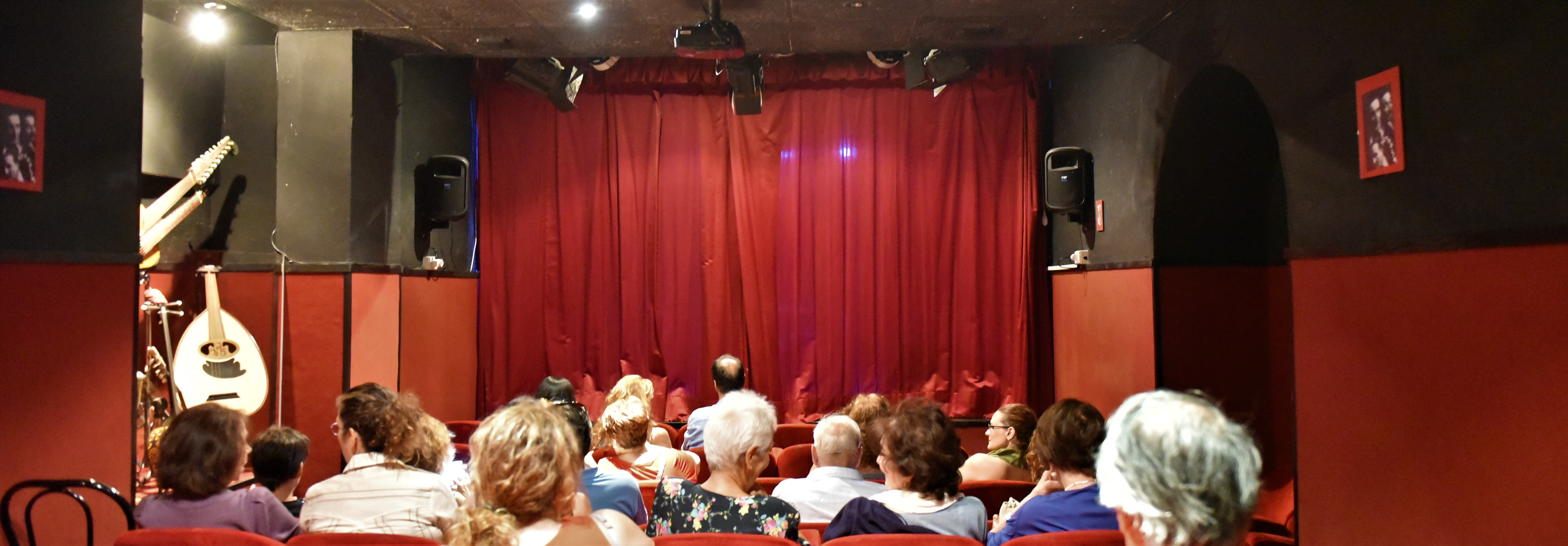
La Sala Petrolini durante uno spettacolo

Dal 2003 (anno della scomparsa di Fiorenzo Fiorentini) il teatro è diretto da Paolo Gatti (virtuoso di chitarra classica che per molti anni ha lavorato con Fiorentini) mentre la direzione organizzativa è affidata a Margarita Smirnova (attrice e regista che in passato ha recitato nella compagnia di Fiorentini).
Inoltre la Sala Petrolini venne rinominata in Teatro Petrolini. Nel 2009 nasce la Sala Magnani intitolata all'attrice roma Anna Magnani. Questa sala funge da sala prove. Nel 2019 la sala cambia nome in "Sala Stanislavskij"
Nel 2022 vengono girate al suo interno alcune scene di Circeo, miniserie televisiva distribuita da Paramount+.

## Le sale
- Sala Petrolini
- Sala Fabrizi
- Sala Stanislavskij (sede della "Scuola di teatro Stanislavskij" diretta da Margarita Smirnova)

## Direzione artistica del Teatro Petrolini
- Fiorenzo Fiorentini (1994 - 2003)
- Paolo Gatti (2003 - in corso)

## Attori celebri
Tra i tantissimi attori che hanno recitato al Teatro Petrolini possiamo ricordare:
- Andrea De Rosa
- Andrea Dianetti
- Alessia Amendola
- Annalisa Aglioti
- Claudio Saint-Just
- Milani & De Santis
- Emiliano Ragno
- Erika Blanc
- Fabrizio Russotto
- Fiorenzo Fiorentini
- Franca Lumachi
- Gilberta Crispino
- Giorgio Lopez
- Goffredo Maria Bruno
- Luca Paniconi
- Luigi Bonos
- Ludovica Di Donato
- Marco Zadra
- Maurizio de la Vallée
- Micol Azzurro
- Mino Caprio

Vittorio Marsiglia

- Maria Antonietta Tilloca (Grande Fratello 1)
- Maicol Berti (Grande Fratello 9)
- Orchidea De Santis
- Renato Cecchetto
- Roberto D'Alessandro
- Rocco Ciarmoli
- Paolo Buglioni
- Pier Paola Bucchi
- Sara Franchetti
- Sergio Viglianese
- Stefano Antonucci
- Valentina Corti
- Valerio Isidori
- Vania Della Bidia
- Virginia Raffaele
- Vittorio Marsiglia

## Registi celebri
- Patrizio Cigliano
- Massimo Milazzo
- Pietro De Silva
- Giancarlo Fares